# Recuerdo de Azov
El Recuerdo de Azov o Huevo del Azova es un huevo de Pascua enjoyado fabricado bajo la supervisión del joyero ruso Peter Carl Fabergé en 1891 para el zar Alejandro III de Rusia. Fue presentado por Alejandro III como regalo de Pascua a su esposa, la zarina María Feodorovna. Actualmente se encuentra en el Museo de la Armería del Kremlin en Moscú.

## Diseño
Tallado en una pieza sólida de jaspe heliotropo, el huevo de la memoria de Azov está decorado al estilo Luis XV con un patrón dorado superpuesto de volutas rococó con diamantes brillantes y flores de oro cincelado. El bisel de oro de flauta ancha está engastado con un rubí en forma de gota y dos diamantes que completan el cierre. El interior del huevo está forrado con terciopelo verde.

## Sorpresa
La sorpresa que contiene es una réplica en miniatura del crucero 'Pamiat Azova' (Memoria de Azov) de la Armada Imperial Rusa, realizada en oro rojo y amarillo y platino con pequeños diamantes para las ventanas, engastada en una pieza de aguamarina que representa el agua. El nombre "Azov" aparece en la popa del barco. La placa tiene un marco dorado con un lazo que permite sacar el modelo del huevo.

## Historia
Conmemora el viaje realizado por el entonces zarevitch Nicolás y su hermano el gran duque Jorge de Rusia a bordo del 'Pamiat Azova' al Extremo Oriente en 1890. El viaje se realizó tras una sugerencia de sus padres para ampliar el panorama del futuro zar y su hermano. En ese momento, el gran duque Jorge sufría de tuberculosis, y el viaje solo la exacerbó. Además, Nicolás fue víctima de un intento de asesinato (" Incidente de Ōtsu ") mientras estaba en Japón y sufrió una herida grave en la cabeza. Aunque a la zarina se le presentó el huevo antes de que ocurrieran estos hechos, aparentemente nunca fue uno de sus huevos favoritos.

## Otras lecturas
- Faber, Toby (2008). Faberge's Eggs: The Extraordinary Story of the Masterpieces That Outlived an Empire. Random House. ISBN 978-1-4000-6550-9.
- Forbes, Christopher; Prinz von Hohenzollern, Johann Georg (1990). FABERGE; The Imperial Eggs. Prestel.
- Lowes, Will (2001). Fabergé Eggs: A Retrospective Encyclopedia. Scarecrow Press. ISBN 0-8108-3946-6.
- Snowman, A Kenneth (1988). Carl Faberge: Goldsmith to the Imperial Court of Russia. Gramercy. ISBN 0-517-40502-4.

- Datos: Q2470265
- Multimedia: Memory of Azov (Fabergé egg) / Q2470265